# Polizeiruf 110: Vorwärts wie rückwärts
Vorwärts wie rückwärts ist ein deutscher Kriminalfilm von Hannu Salonen aus dem Jahr 2005. Der Fernsehfilm erschien als 271. Folge der Filmreihe Polizeiruf 110 und wurde im Auftrag des NDR unter der Regie von Andreas Kleinert produziert. Kriminalhauptkommissar Jens Hinrichs (Uwe Steimle) ermittelt in seinem 24. Fall. Für seinen Kollegen Tobias Törner (Henry Hübchen) ist es der 5. und letzte Fall in Schwerin.

## Handlung
Die Schweriner Kriminalhauptkommissare Hinrichs und Törner haben den Tod des zweiundzwanzigjährigen Synchronspringers Swen Kröger aufzuklären. Da vor kurzem bei einem Autounfall sein Partner und Freund ums Leben gekommen war und damit die Sportlerkarriere zu Ende schien, halten die Ermittler einen Suizid für möglich. Todesursächlich war Pseudo-Chlor, womit sich der junge Mann vergiftet hatte und das sich in seiner Trinkflasche befand.
Um ein Tötungsdelikt definitiv ausschließen zu können, fahren Törner und Hinrichs nach Berlin, wo im Vorjahr ein Mordanschlag auf zwei Synchronspringerinnen verübt wurde. Der Vorfall wurde seinerzeit zu den Akten gelegt, da man weder ein Motiv noch einen Täter finden konnte.
Über ein Palindrom, das Hinrichs von einem Fremden als SMS zugeschickt wird, kommen die Kommissare einem gefährlichen Psychopathen auf die Spur. Ganz offensichtlich wollte jemand in beiden Fällen nicht zulassen, dass sich etwas „Zusammengehörendes“ trennt. Jemand, der besessen ist von Symmetrie und der die Synchronspringerszene sehr gut kennt. Törner und Hinrichs versuchen, dem Mörder eine Falle zu stellen. Sie lassen eine Falschmeldung veröffentlichen, wonach sich zwei Mädchen aus dem Springerkader trennen wollen. Doch der Täter durchschaut das Vorhaben. Mit kriminalistischer Kombinationsgabe gelingt es Törner dennoch, die Identität ihres Unbekannten herauszufinden: Otto Renner, ein Liebhaber von Palindromen hatte im Kindesalter seinen Zwillingsbruder verloren. Er projizierte seine körperliche Unvollkommenheit auf Sportler und es entwickelte sich eine Zwangsneurose auf Symmetrie zwischen Menschen.

## Hintergrund
Der Film beinhaltet das Thema Trennung auf verschiedenen Ebenen. Neben dem Hauptmotiv des Täters, nicht zulassen zu wollen, dass sich etwas Zusammengehörendes trennt, hat Hinrichs große Eheprobleme und muss erkennen: „Jeder hat das Recht sich zu trennen - wenn er will.“ Der Abschied Törners vom Polizeiruf bleibt dabei in der Geschichte selbst im Hintergrund, spielt aber insgesamt auch eine Rolle.

## Kritik
Rainer Tittelbach von tittelbach.tv schreibt leicht wehmütig: „Der ‚Polizeiruf 110‘ aus Schwerin war schon immer eine kleine Zumutung für Freunde des traditionellen Krimis. So wie er oft ein Vergnügen war für Melancholiker und Cinéasten. In ‚Vorwärts wie rückwärts‘ weht zum letzten Mal - zumindest in dieser geballten Kraft - jene kunstvoll gestaltete Meck-Pomm-Tristesse in deutsche Wohnzimmer.“ „Törner […] bleibt auch in seinem letzten Auftritt ein Borderline-Kommissar, die Flasche gekippt und die Seele auf Halbmast. Unserer Krimilandschaft wird dieser einsame Wolf fehlen.“
Die Kritiker der Fernsehzeitschrift TV Spielfilm vergaben die beste Wertung (Daumen nach oben) und meinten: „Würdiger Abschied für Sympathie-Cop Törner.“